# Bài hát Thế vận hội

Biển tượng năm vòng tròn tượng trưng cho năm châu lục

Bài hát Thế Vận Hội, hay bài ca Olympic, là bài hát do Spyros Samaras soạn dựa trên lời một bài thơ của nhà thơ và nhà văn Hy Lạp Kostis Palamas. Bài hát được biểu diễn lần đầu tiên tại Thế Vận Hội lần thứ nhất tổ chức tại Athens năm 1896. Nhưng từ năm 1958 bài hát mới được công khai trở thành bài ca chính thức cho Thế Vận Hội.
Bài hát Thế Vận Hội đã được ghi âm và biểu diễn trong nhiều ngôn ngữ, vì những nước chủ nhà của từng Thế Vận Hội thường dịch bài hát sang ngôn ngữ của nước mình. Ví dụ tiếng Tây Ban Nha (Barcelona 1992), tiếng Anh (Atlanta 1996 và Salt Lake 2002), tiếng Nga (Moskva 1980) và tiếng Na Uy (Lillehammer 1994).

## Lời tiếng Hy Lạp
Ο ΥΜΝΟΣ ΤΩΝ ΑΓΩΝΩΝ
Αρχαίον Πνεύμ'αθάνατον, αγνέ πατέρα
του ωραίου, του μεγάλου και τ'αληθινού,
κατέβα, φανερώσου κι άστραψ'εδώ πέρα
στην δόξα της δικής σου γης και τ'ουρανού.
Στο δρόμο και στο πάλεμα και στο λιθάρι,
στων ευγενών Αγώνων λάμψε την ορμή,
και με τ'αμάραντο στεφάνωσε κλωνάρι
και σιδερένιο πλάσε κι άξιο κορμί.
Κάμποι, βουνά και πέλαγα φέγγουν μαζί σου
σαν ένας λευκοπόρφυρος μέγας ναός,
και τρέχει στο ναόν εδώ προσκυνητής σου,
Αρχαίον Πνεύμ'αθάνατον, κάθε λαός.

## Lời tiếng Anh
Olympian flame immortal
Whose beacon lights our way
Emblaze our hearts with the fires of hope
On this momentous day
As now we come across the world
To share these Games of old
Let all the flags of every land
In brotherhood unfold
Sing out each nation, voices strong
Rise up in harmony
All hail our brave Olympians
With strains of victory
Olympic light burn on and on
O'er seas and mountains and plains
Unite, inspire, bring honor
To these ascending games
May valor reign victorious
Along the path of gold
As tomorrow's new champions now come forth
Rising to the fervent spirit of the game
Let splendour proclaim each mortal deed
Crowned with glory and fame
And let fraternity and fellowship
Surround the soul of every nation
Oh flame, eternal in your firmament so bright
Illuminate us with your everlasting light
That grace and beauty and magnificence
Shine like the sun
Blazing above
Bestow on us your honor, truth, and love

## Lời tiếng Việt
Ngọn lửa Olympian bất tử
Đèn hiệu của chúng ta chiếu sáng theo cách của chúng ta
Nắm bắt trái tim của chúng tôi với những ngọn lửa hy vọng
Vào ngày trọng đại này
Bây giờ chúng ta đi khắp thế giới
Để chia sẻ những trò chơi cũ
Hãy để tất cả các lá cờ của mọi vùng đất
Trong tình huynh đệ diễn ra
Hát ra mỗi quốc gia, tiếng nói mạnh mẽ
Tăng lên trong sự hài hòa
Tất cả mưa đá các vận động viên dũng cảm của chúng tôi
Với các chủng chiến thắng
Ánh sáng Olympic đốt cháy và bừng cháy
O'er biển và núi và đồng bằng
Đoàn kết, truyền cảm hứng, mang vinh dự
Để các trò chơi tăng dần này
Cầu mong trị vì chiến thắng
Dọc theo con đường vàng
Khi các nhà vô địch mới ngày mai xuất hiện
Nâng cao tinh thần nhiệt thành của trò chơi
Hãy lộng lẫy tuyên bố mỗi hành động chết người
Đăng quang với vinh quang và danh tiếng
Và hãy để tình huynh đệ và học bổng
Bao quanh linh hồn của mọi quốc gia
Ôi ngọn lửa, vĩnh cửu trong bầu trời của bạn rất tươi sáng
Chiếu sáng chúng tôi bằng ánh sáng vĩnh cửu của bạn
Đó là ân sủng và vẻ đẹp và sự lộng lẫy
Tỏa sáng như mặt trời
Bừng sáng lên
Ban cho chúng tôi danh dự, sự thật và tình yêu của bạn